# Stanislav Smirnov
Stanislav Smirnov (Leningrado, 3 settembre 1970) è un matematico russo, vincitore della medaglia Fields nel 2010. I suoi campi di ricerca sono l'analisi complessa, i sistemi dinamici e la teoria della probabilità.
In particolare, la medaglia Fields gli fu assegnata per la dimostrazione dell'invarianza conforme della percolazione, e del modello di Ising planare in fisica statistica. Per ottenere tali risultati, Smirnov ha utilizzato la tecnica dell'evoluzione di Schramm-Loewner.